# Protestantse kerk van Boulogne-sur-Mer
De Protestantse kerk (Frans: Temple protestant) is de protestantse kerk van de Verenigde Protestantse Kerk van Frankrijk van de tot het departement Pas-de-Calais behorende stad Boulogne-sur-Mer, gelegen aan de Rue Basse des Tintelleries 13.
De kerk werd gebouwd omstreeks 1853 en heeft een sobere uitstraling. Het gebouw, in neogotische stijl, heeft naast het ingangsportaal een toren op vierkante plattegrond, met daarin een klok. Het is een zaalkerk met rechthoekige plattegrond.